# The World of Interiors
The World of Interiors är en brittisk inredningstidskrift. Den ägs av det amerikanska tidningsförlaget Condé Nast Publications.